# Кузнецов, Николай Семёнович
Никола́й Семёнович Кузнецо́в (1898, с. Коса, Чердынский уезд, Пермская губерния, Российская империя — 1967, Краснодарский край, РСФСР, СССР) — советский государственный и партийный деятель. Первый секретарь Кустанайского обкома КП(б) Казахстана (1937). Депутат Верховного Совета СССР I созыва. Входил в состав особой тройки НКВД СССР.

## Биография
Родился в 1898 в селе Коса Чердынского уезда Пермской губернии Российской империи (ныне село в составе Косинского района Коми-Пермяцкого округа Пермского края России).
В 1916—1917 годах участвовал в Первой мировой войне в рядах российской армии. В апреле 1917 года вступил в члены РСДРП(б). Далее, 1917—1919 годы, командир партизанского отряда.
- 1919—1929 годы — уполномоченный Пермского губернского комитета РКП(б) по организации районных комитетов партии, секретарь Кочевского районного комитета РКП(б) (Пермская губерния), член Чердынской уездной ЧК (Пермская губерния), партийный организатор Коммунистического университета трудящихся Востока, заведующий Коми областной школой советского и партийного строительства, ответственный секретарь Коми-Пермяцкого окружного комитета ВКП(б)[1].
- 1920—1922 годы — учёба в Коммунистическом университете имени Я. М. Свердлова.
- 1928 год — заочно окончил лесотехнический факультет Уральского политехнического института, позже ставший самостоятельным Уральским лесотехническим институтом.
- 1929—1930 годы — ответственный инструктор ЦК ВКП(б), помощник заведующего Организационно-инструкторским отделом ЦК ВКП(б).
- 1930—1933 годы — учёба в Историко-партийном институте Красной профессуры.
- 1933—1935 годы — начальник Политического отдела Тайчинской машинно-тракторной станции (Северо-Казахстанская область).
- 26 января—10 февраля 1934 года делегат XVII съезда ВКП(б) с решающим голосом от КП(б) Казакстана[2].
- 1935—1936 годы — заведующий Сельскохозяйственным отделом Северо-Казахстанского областного комитета ВКП(б).
- 1936—11.1937 годы — 1-й секретарь Кустанайского районного комитета ВКП(б) — КП(б) Казахстана.
- апрель—октябрь 1937 года — 1-й секретарь Кустанайского областного комитета КП(б) Казахстана. Этот период отмечен вхождением в состав особой тройки, созданной по приказу НКВД СССР от 30.07.1937 № 00447[3] и активным участием в сталинских репрессиях[4].
- 11.1937 — 5.1938 годы — исполняющий обязанности 1-го секретаря Северо-Казахстанского областного комитета КП(б) Казахстана.
- 12 декабря 1937 года был избран в Совет Союза Верховного Совета СССР 1-го созыва от Казахской ССР.

## Завершающий этап
Арестован 21 мая 1938 года. Осуждён 26 октября 1940 году к 10 годам ИТЛ. Был освобождён в 1947 году после чего до выхода на пенсию в 1958 году работал по основной специальности на различных руководящих постах лесного хозяйства. Последней должностью, занятой с 1953 года, стала работа в качестве агронома-лесомелиоратора Таманской машинно-тракторной станции.
Умер в июне 1967 года в Краснодарском крае.